# Kasteel van Lissieu
Het Kasteel van Lissieu (Frans: Château de Lissieu) is een kasteel in de Franse gemeente Lissieu.